# Niklas Ekekrantz
Niklas Ekekrantz, född 1712 i Karlskrona, död 1772 i  Karlskrona, var en svensk bildsnidare och målare.
Han var son till dykaren Jakob Sielfgod. Mycket lite är känt om Ekekrantz ungdom, men 1739 lät han och hans hustru döpa en son kort tid efter äktenskapet. Han erhöll mästare och burskap 1737 i Kristianstad som målare.
Han var lärling till bildhuggarna Mattias Stenberg i Ystad och Jakob Norrman på Marsvinsholmen och lärde sig måla för en okänd målare i Karlskrona. Han drev sin egen bildhuggarverkstad i Kristianstad 1737-1743 men flyttade 1744 till  Karlskrona där han blev amiralitetsbildhuggare.
Bland hans kända arbeten märks målningsarbeten i Västra Vrams kyrka 1736, 2 nya flyglar med bildhuggeriarbeten, målning och förgyllning i Önnestads kyrka 1736, målning av altartavla predikstol med krona och en flygande ängel samt en duva i Glimåkra kyrka 1738, ny predikstol och renovering av altartavlan samt ett krucifix i Kvidinge kyrka 1739, målning av altartavla renovering av predikstol och krona i Östra Ljungby kyrka 1739, målning av 57 bänkar i Äsphults kyrka 1740, målning av bänkar renovering och målning av predikstol altartavla och altarskrank i Källna kyrka 1740, ny predikstol och krona samt målning av bänkar och läktare i Oderljunga kyrka 1741, ny predikstol med krona målning av bänkar och läktare i Perstorps kyrka 1741, målning av 14 fält på läktaren i Degeberga kyrka 1741, änglabild med timglas till Ravlunda kyrka 1741, en series pastorum till Heliga Trefaldighetskyrkan i Kristianstad och orgelfasaden till orgeln i Fredrikskyrkan, Karlskrona 1764. 